# Дионисия
Дионисия (лат. Dionysia) — род ксерофитных полукустарников семейства Первоцветные (Primulaceae). Растения растут высоко в горах Юго-Западной и отчасти Средней Азии на скалах и сухих каменистых склонах и имеют своеобразную форму, защищающую их от неблагоприятных условий.
Название рода, по-видимому, происходит от имени древнегреческого бога Диониса.

## Ботаническое описание

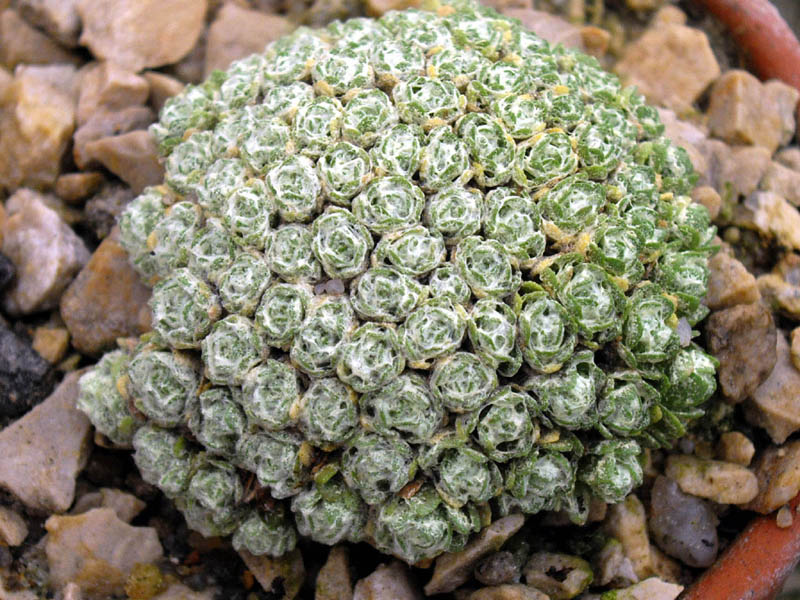
Дионисия подушковидная (Dionysia tapetodes), общий вид

Представители рода — полукустарники, образующие подушки или дернины. Своей формой они напоминают округлые подушечки, образованные укороченными, обильно ветвящимися побегами, тесно прилегающими друг к другу. Рост побегов ввиду крайне неблагоприятных условий ограничен. Растения отличаются непрерывным, хотя и медленным, ростом, поэтому в древесине годичные кольца не образуются.
Листья расположены черепитчато, реже образуют розетки. Листья мелкие, плотно сидящие, снизу отмирающие, цельнокрайные или зубчатые, плоские или по краю загнутые, у многих видов имеют беловатый или желтоватый мучнистый налёт, реже с простым опушением.
Цветки обоеполые, иногда дихогамные, актиноморфные, пятичленные, жёлтые, изредка фиолетовые, большей частью одиночные, на верхушках побегов, реже по два-пять в зонтиках, на цветоносах, с цветоножками. Почки возобновления в количестве две-три находятся под цветками. Прицветники в числе один-три, ланцетные или линейные, цельнокрайные, реже зубчатые, в числе три-пять, образуют розетку под основанием зонтика. Околоцветник сростнолистный. Чашечка глубоко, почти до основания или по крайней мере на ¾ раздельная, колокольчатая или бокальчатая, остающаяся при плоде. Венчик трубчато-гвоздевидный, с длинной трубкой, в четыре-шесть, реже в два-три раза превышающей чашечку, цилиндрической, часто немного изогнутой или на середине или под зевом внезапно расширенной. Зев без чешуек, голый. Доли отгиба яйцевидные или обратносердцевидные, цельнокрайные или выемчатые. Тычинки прикреплены к чашечке и располагаются супротивно её долям, почти сидячие. Нити тычинок обычно свободные и короткие. Столбик нитевидный. Рыльце шаровидно-головчатое. Гинецей состоит из пяти плодолистиков. Завязь верхняя, одногнёздная, округлая или плоско-округлая. Дионисии свойственна диморфная гетеростилия и связанное с ней перекрёстное опыление.
Плод — одногнёздная коробочка, округлой или яйцевидной формы, растрескивающаяся до основания пятью створками, голая. Семена в числе одно-четыре, реже до 15, очень мелкие, коричневые или чёрные, яйцевидные или почти округлые, килевато-угловатые, мелко морщинисто-сетчатые или с поверхностью, покрытой мелкими сосочками, имеют маленький зародыш и обильный эндосперм. Как и все первоцветные, по характеру разбрасывания семян дионисия принадлежит к анемохорным баллистам, но некоторые её виды сами разбрасывают семена. Спустя несколько недель после созревания семян коробочки внезапно вскрываются, и из них сами вылетают семена.

## Охрана

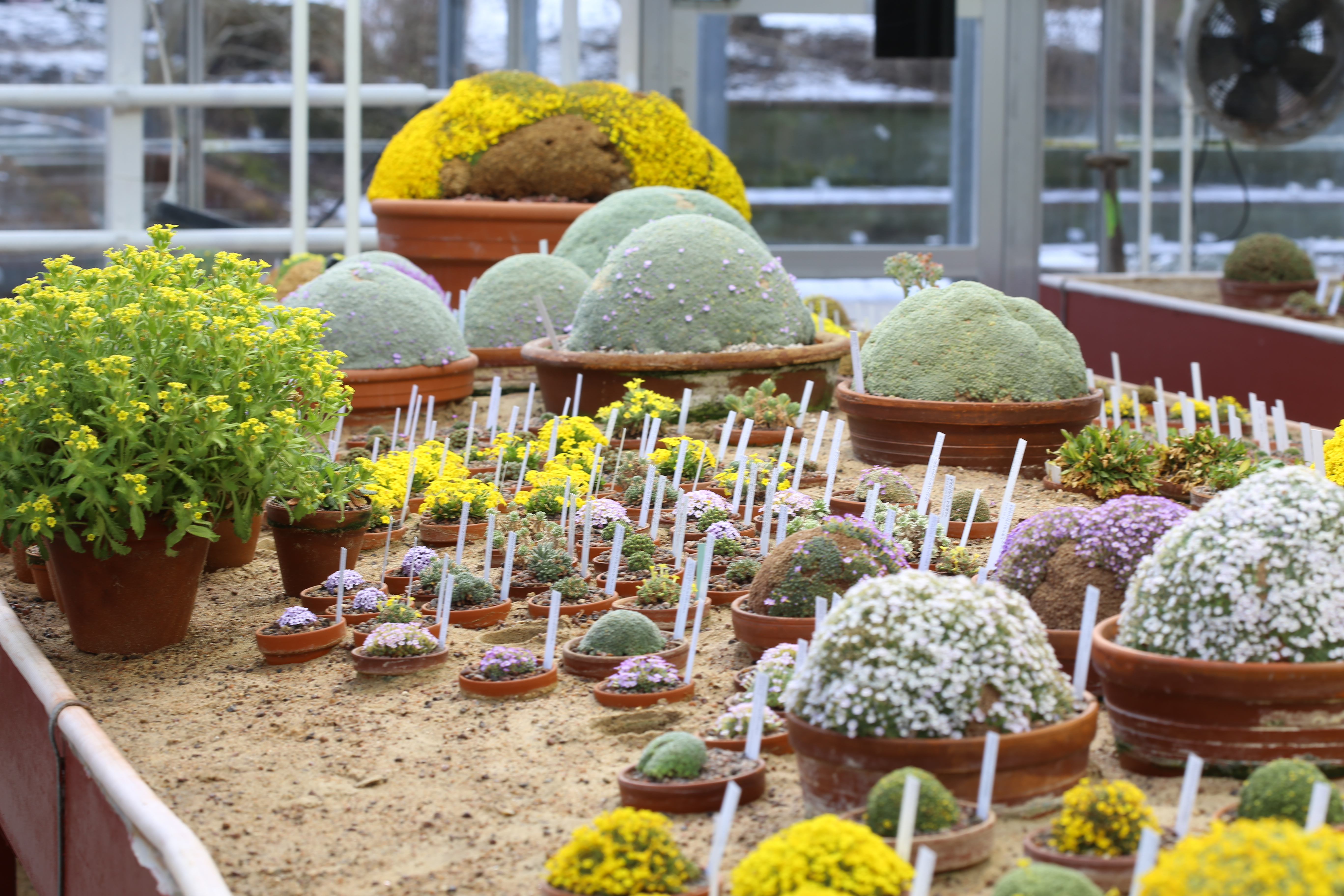

Ареал большинства видов дионисии невелик и приурочен к одному хребту, горе или её склону. Исчезновение видов из их мест обитания связано со строительством дорог, а также со сбором коллекционерами растений для посадки на альпийских горках. Численность видов также уменьшается из-за выпаса скота.
В Средней Азии, на южном склоне Гиссарского хребта, в долине реки Варзоб, на высоте 950—1800 м над уровнем моря на гранитных скалах растёт узкоареальный реликтовый эндемик дионисия обёртковая (Dionysia involucrata). В этом ущелье насчитывается 25 мест, где найдено от 5 до 120 подушек дионисии. Часть растений было уничтожено при строительстве горных дорог, что привело к фактическому уничтожению вида.
Дионисия Косинского (Dionysia kossinskyi) была описана по единичным находкам в горах Центрального Копетдага на высоте 1600—2800 м над уровнем моря. По исследованиям последних лет было установлено, что дионисия Косинского из прежних мест обитания в горах Копетдага исчезла. Пока её ещё можно найти на территории Ирана.
Дионисия гиссарская (Dionysia hissarica), обёртковая и Косинского были включены в Красную книгу СССР. Дионисия удивительная (Dionysia mira) разводится в ботаническом саду в Кью и включена в Красную книгу МСОП.

## Виды
Род насчитывает 54 вида:
- Dionysia afghanica Grey-Wilson
- Dionysia archibaldii Wendelbo
- Dionysia aretioides (Lehm.) Boiss. — Дионисия арециевидная
- Dionysia aubrietioides Jamzad & Mozaff.
- Dionysia balsamea Wendelbo & Rech.f.
- Dionysia bazoftica Jamzad
- Dionysia bornmuelleri (Pax) Clay
- Dionysia bryoides Boiss.
- Dionysia caespitosa Boiss.
- Dionysia cristagalli Lidén
- Dionysia curviflora Bunge
- Dionysia denticulata Wendelbo
- Dionysia diapensiifolia Boiss.
- Dionysia esfandiarii Wendelbo
- Dionysia freitagii Wendelbo
- Dionysia gandzhinae Kamelin
- Dionysia gaubae Bornm.
- Dionysia haussknechtii Bornm. & Strauss
- Dionysia hedgei Wendelbo
- Dionysia hissarica Lipsky — Дионисия гиссарская
- Dionysia involucrata Zapriag. — Дионисия обёртковая
- Dionysia iranica Jamzad — Дионисия иранская
- Dionysia iranshahrii Wendelbo
- Dionysia janthina Bornm.
- Dionysia khatamii Mozaff.
- Dionysia khuzistanica Jamzad
- Dionysia kossinskyi Czerniak. — Дионисия Косинского
- Dionysia lacei (Hemsl. & Watt) Clay
- Dionysia lamingtonii Stapf
- Dionysia leucotricha Bornm.
- Dionysia lindbergii Wendelbo
- Dionysia lurorum Wendelbo
- Dionysia michauxii (Duby) Boiss.
- Dionysia microphylla Wendelbo
- Dionysia mira (Jaub. & Spach.) Wendelbo — Дионисия удивительная
- Dionysia mozaffarianii Lidén
- Dionysia odora Fenzl
- Dionysia oreodoxa Bornm.
- Dionysia paradoxa Wendelbo
- Dionysia revoluta Boiss.
- Dionysia rhaptodes Bunge
- Dionysia saponacea Wendelbo & Rech.f.
- Dionysia sarvestanica Jamzad & Grey-Wilson
- Dionysia sawyeri (Watt) Wendelbo
- Dionysia tacamahaca Lidén
- Dionysia tapetodes Bunge — Дионисия подушковидная
- Dionysia termeana Wendelbo
- Dionysia teucrioides P.H.Davis & Wendelbo
- Dionysia viscidula Wendelbo
- Dionysia viva Lidén & Zetterl.
- Dionysia wendelboi Podlech
- Dionysia zagrica Grey-Wilson
- Dionysia zetterlundii Lidén
- Dionysia zschummelii Lidén